# Fort Rapp
Voir aussi: Enceinte de Strasbourg (évolution de l'enceinte urbaine de l'époque romaine au XXe siècle).
Le fort Rapp, appelé fort Moltke avant 1918, est un fort de type Biehler à fossé sec appartenant à la ceinture fortifiée de Strasbourg, situé à Reichstett. Le fort a été entièrement construit en grès des Vosges. 

## Contexte historique
Le fort Rapp fait partie de l'ensemble de 14 fortifications réalisées en Alsace sur ordre du général prussien Helmuth Karl Bernhard von Moltke après la chute de Strasbourg en 1870. Le fort est conçu dans l’esprit des « forts détachés », concept développé par Hans Alexis von Biehler en Allemagne. Le but était de former une enceinte discontinue autour de la place forte, ou "noyau central", faite de forts d’artillerie espacés d’une portée de canons. Le projet prévoyait 36 forts, mais 14 seulement furent construits.

## Construction et aménagements
La construction du fort Rapp a débuté en 1872 et il a été inauguré le 26 septembre 1874, sous le nom de fort Moltke. Le fort est rebaptisé par les Français en 1918 en l’honneur du général Jean Rapp, natif de Colmar.
S'étirant sur 4,5 hectares, le fort comprend plus de 200 salles. Il était conçu pour abriter une garnison de 800 hommes et protégé par 18 canons de 90 à 150 mm.
Le fort est entouré de fossés de 4 à 6 mètres de profondeur et de 9 m de largeur (côté nord) et 13 m (côté sud), sur une longueur de 900 mètres environ.

## Affectations successives
Pendant la Première Guerre mondiale, le fort est utilisé comme entrepôt et comme camp de prisonniers. Lors de la Seconde Guerre mondiale, il fait partie de la ligne Maginot avant d'être pris par les Allemands et utilisé encore une fois comme dépôt de munitions.
Déclassé par l'armée en 1968, il est remis en état et nettoyé entre 1992 et 1993 avant d'être ouvert aux visites le 4 avril 1996.
Le fort Rapp a été inscrit aux monuments historiques par arrêté du 23 août 2001.

## Culture
Le fort Rapp est le lieu de manifestations culturelles telles que le Monster Run.